# Zdzisław Hensel
Zdzisław Hensel (ur. 28 listopada 1947 w Poznaniu) – polski inżynier, były wiceminister edukacji.

## Życiorys
Ukończył studia na Wydziale Mechaniczno-Technologicznym Politechniki Warszawskiej. W 1979 obronił doktorat na Wydziale Mechanicznym Wojskowej Akademii Technicznej.
Od 1972 zawodowo związany z Polską Akademią Nauk. Do 1997 pracował w Instytucie Archeologii i Etnologii. Pełnił następnie funkcję doradcy prezesa PAN, a w latach 1998–2003 zajmował stanowisko szefa kancelarii PAN. Później powrócił do pracy w Instytucie Archeologii i Etnologii.
Od lutego do września 2005 był podsekretarzem stanu w Ministerstwie Edukacji Narodowej i Sportu, od września do listopada 2005 w Ministerstwie Edukacji i Nauki, a od czerwca do września 2006  w Ministerstwie Edukacji Narodowej.
Syn Marii i Witolda Henslów. Brat Leszka, Wojciecha i Barbary Hensel-Moszczyńskiej.